# 黃金菱形

黃金菱形

在幾何學中，黃金菱形是指兩對角線長度的比值呈黃金比例的菱形：
{\displaystyle {D \over d}=\varphi ={{1+{\sqrt {5}}} \over 2}\approx 1.618~034}
其中{\displaystyle D}為長對角線的長度、{\displaystyle d}為短對角線的長度。而由黃金矩形中取到的伐里農平行四邊形皆為黃金菱形。
有數種知名的多面體皆由黃金菱形組成，例如比林斯基十二面體、菱形三十面體等。特別地，有另一種菱形也與黃金比例相關聯，即潘洛斯鑲嵌中的菱形，但不同之處在於，潘洛斯鑲嵌中的菱形是邊長與對角線的比為黃金比例，而黃金菱形則是指兩對角線比值為黃金比例的菱形。

## 性質
黃金菱形是菱形中的一個特例，其基本性質與菱形相同。以下討論黃金菱形的特別性質。

### 內角
黃金菱形的內角為：
- 銳角：{\displaystyle \alpha =2\arctan {1 \over \varphi }} ;

{\displaystyle \alpha =\arctan {{2 \over \varphi } \over {1-({1 \over \varphi })^{2}}}=\arctan {{2 \over \varphi } \over {1 \over \varphi }}=\arctan 2\approx 63.43495^{\circ }.}

- 鈍角：{\displaystyle \beta =2\arctan \varphi =\pi -\arctan 2\approx 116.56505^{\circ },}

這個角度值與正十二面體相同

### 邊長與對角線長
由於菱形也是一種平行四邊形，因此黃金菱形的邊長與對角線長可以用平行四邊形恆等式得出：
黃金菱形的邊長{\displaystyle a}與對角線長{\displaystyle d}具有以下關係：
- {\displaystyle a={1 \over 2}{\sqrt {d^{2}+(\varphi d)^{2}}}={1 \over 2}{\sqrt {1+\varphi ^{2}}}~d={{\sqrt {2+\varphi }} \over 2}~d={1 \over 4}{\sqrt {10+2{\sqrt {5}}}}~d\approx 0.95106~d~.~}

因此，可以用{\displaystyle a}來表示長對角線{\displaystyle D}與短對角線{\displaystyle d}：
- {\displaystyle d={2a \over {\sqrt {2+\varphi }}}=2{\sqrt {{3-\varphi } \over 5}}~a={\sqrt {2-{2 \over {\sqrt {5}}}}}~a\approx 1.05146~a~.}
- {\displaystyle D={2\varphi a \over {\sqrt {2+\varphi }}}=2{\sqrt {{2+\varphi } \over 5}}~a={\sqrt {2+{2 \over {\sqrt {5}}}}}~a\approx 1.70130~a~.}

### 面積
已知短對角線長{\displaystyle d}時，黃金菱形的的面積為：
{\displaystyle A={{(\varphi d)\cdot d} \over 2}={{\varphi } \over 2}~d^{2}={{1+{\sqrt {5}}} \over 4}~d^{2}\approx 0.80902~d^{2}~.}
已知邊長為{\displaystyle a}時，黃金菱形的的面積為：
{\displaystyle A=(\sin(\arctan 2))~a^{2}={2 \over {\sqrt {5}}}~a^{2}\approx 0.89443~a^{2}~.}

## 在多面體中
黃金菱形出現在許多高對稱性的多面體中，例如菱形三十面體（截半二十面体的對偶多面體）、菱形六十面體（菱形三十面體的星形化體）。黃金菱形也構成了許多知名的多面體，例如黃金菱形六面體、比林斯基十二面體和菱形二十面體等。由全部皆由黃金菱形組成的凸多面體僅有兩種黃金菱形六面體、比林斯基十二面體、菱形二十面體以及菱形三十面體五種。而不考慮凹凸性（即允許非凸多面體），則有無限多種多面體可以包含黃金菱形。

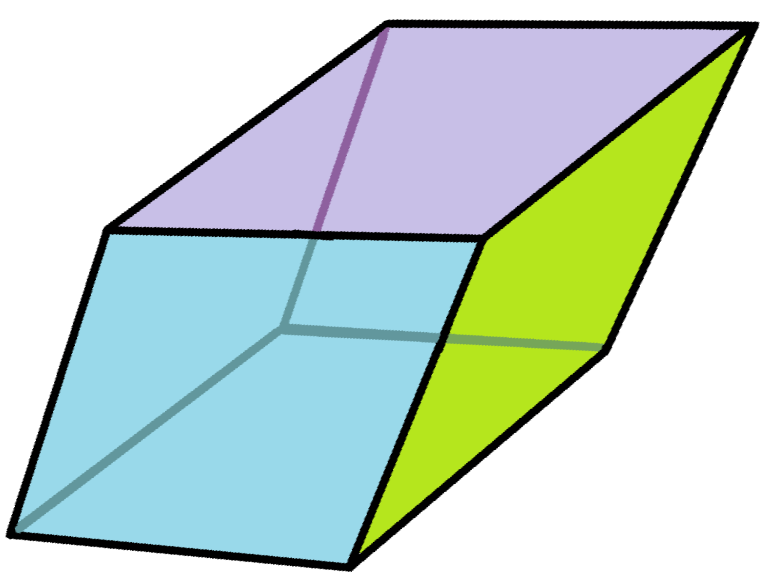
銳角黃金菱形六面體
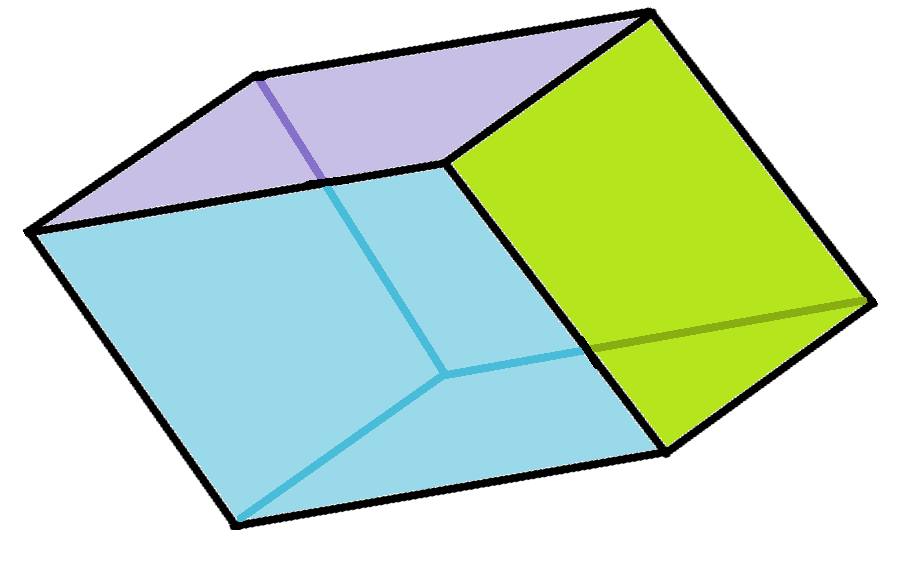
鈍角黃金菱形六面體
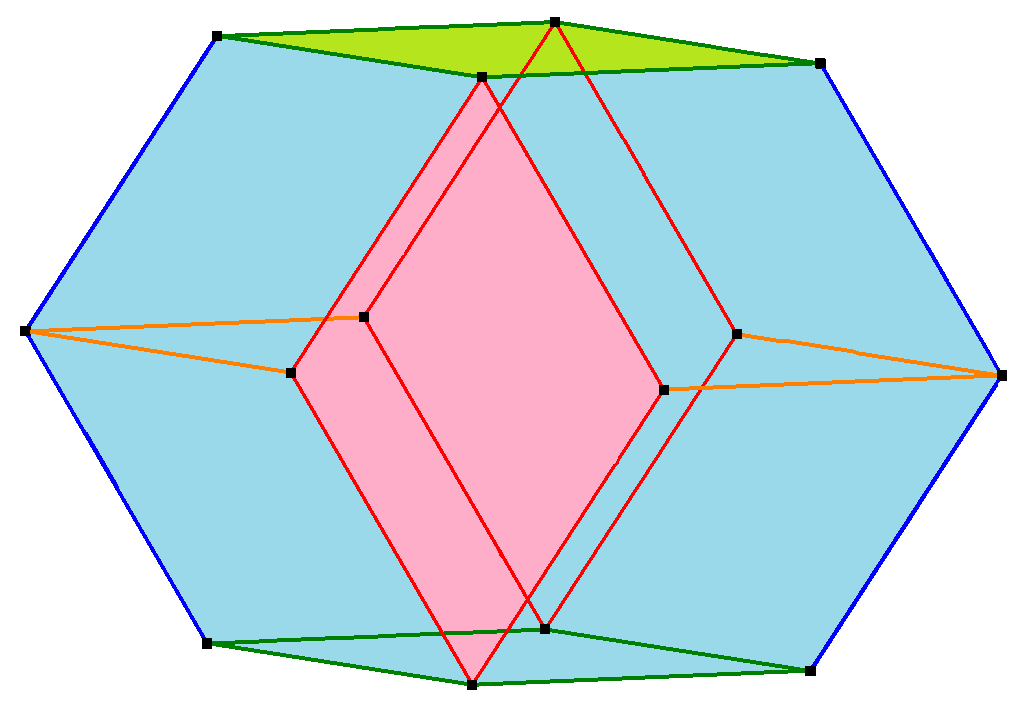
比林斯基十二面體（英语：Bilinski_dodecahedron）
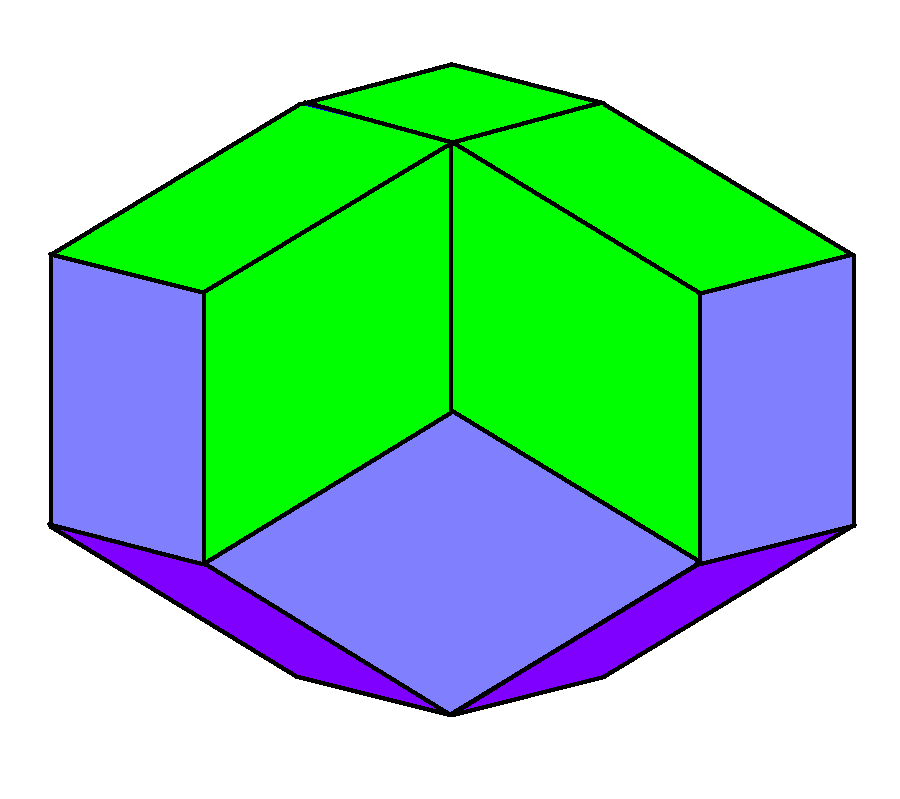
菱形二十面體
菱形三十面體
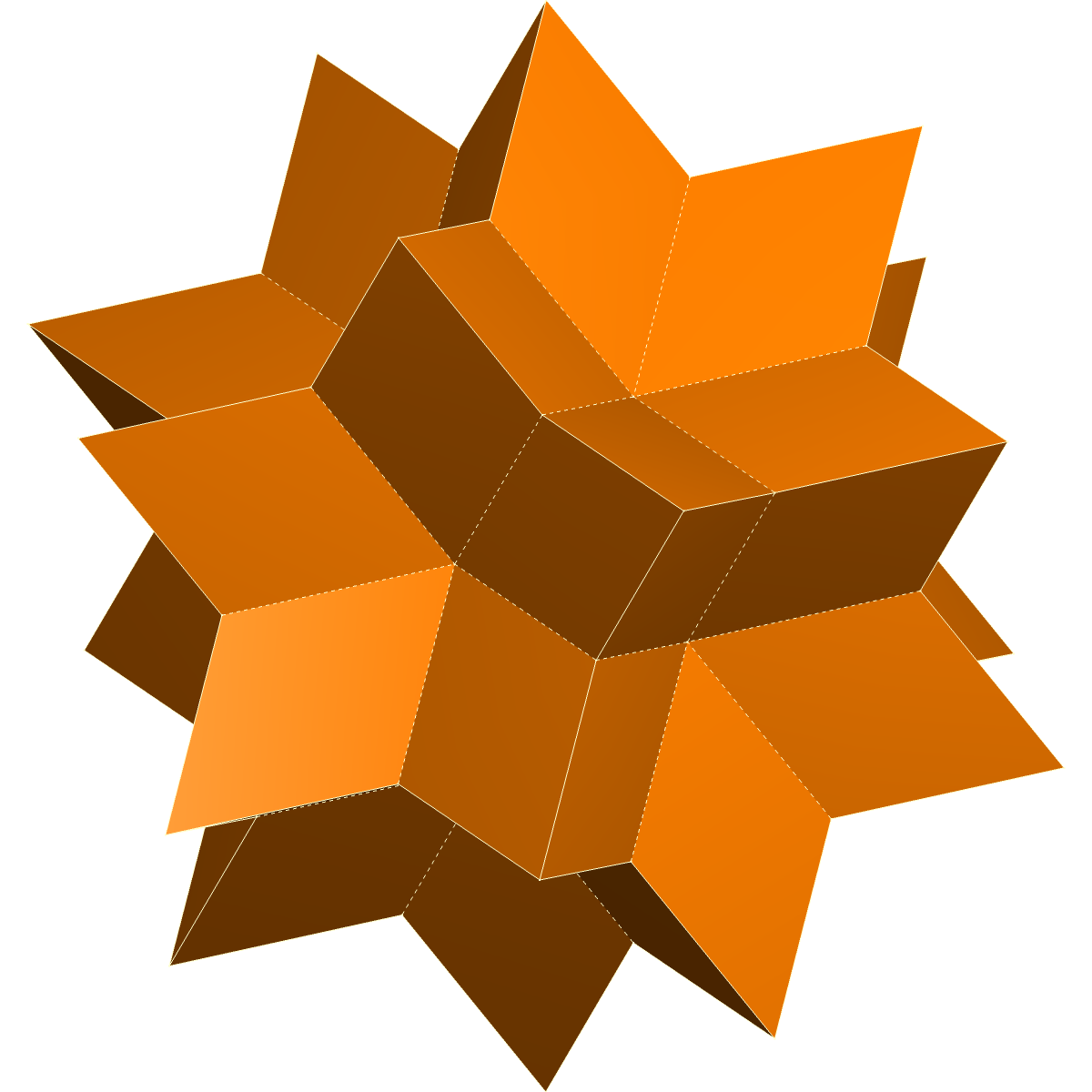
菱形六十面體

## 外部連結
- From a golden rectangle to a golden rhombus and other golden quadrilaterals （页面存档备份，存于） Explores some aspects of possible golden rhombi (and golden parallelograms)